# Maurawan
Maurawan es un pueblo y nagar Panchayat situado en el distrito de Unnao en el estado de Uttar Pradesh (India). Su población es de 15484 habitantes (2011). 

## Demografía
Según el censo de 2011 la población de Maurawan era de 15484 habitantes, de los cuales 8081 eran hombres y 7403 eran mujeres. Maurawan tiene una tasa media de alfabetización del 68,82%, superior a la media estatal del 67,68%: la alfabetización masculina es del 73,18%, y la alfabetización femenina del 64,06%.